# Кендалл, Уильям
Уильям Серджант Кендалл (англ. William Sergeant Kendall, 20 января 1869, Спютен Дайвил, Нью-Йорк, США — 16 февраля 1938, Хот-Спрингс, Виргиния, США) — американский художник и скульптор. Видный представитель американского салонного искусства.

## Биография
Уильям Кендалл родился в 1869 г в Спютен Дайвил, Нью-Йорк. В четырнадцать лет начал изучать искусство в нью-йоркской Brooklyn Art Guild. Был там учеником Томаса Икинса. Когда Икинс перешёл в Академию изящных искусств в Пенсильвании в 1884 году, то Кендалл продолжил обучение там. «Икинс пришел сегодня и оценил мою работу. Он сказал, моя работа „не плохая“, что, как вы знаете, является высшей похвалой для него!», — написал он родителям из Филадельфии в 1885 году. Некоторое время он также обучался в Лиге студентов-художников Нью-Йорка.
В девятнадцать лет он уехал в Париж. Сначала он учился у Люка-Оливье Мерсона, затем — в Академии Жюлиана, а затем был принят в Национальную высшую школу изящных искусств. Два года спустя его картина была принята для участия в Парижском салоне, Кендалл был удостоен почетного упоминания. Так как одобрение в Салоне было в то время гарантом признания, группа американских коллекционеров прислала художнику поздравительное письмо и приглашение стать преподавателем в частной школе искусств Copper Union в Нью-Йорке. Художник отклонил предложение и остался ещё на один год во Франции.
Летом 1891 года Кендалл отправился в Мадрид, чтобы увидеть и копировать работы Диего Веласкеса, которого он считал первым великим современным художником. Большую часть этого лета он провел в Бретани. Ему особенно понравились молодые девушки-бретонки, которые были недорогими и аутентичными моделями для его картин, его постоянной моделью стала крестьянка Тереза Лё Гу (фр. Therese Le Goue).
Возвратившись в США в 1892 году, Кендалл создал свою студию на Вашингтон-сквер. С 1892 по 1895 год художник вёл класс живописи в женских группах Copper Union (англ. The Cooper Union for the Advancement of Science and Art) (частное учебное заведение, колледж), расположенное в Cooper Square района Ист-Виллидж в Манхэттене, Нью-Йорк).
Среди многочисленных заказчиков художника — президент Уильям Говард Тафт. Однако, позировать для Кендалла было нелёгкой задачей и дорогим удовольствием. Его обычная плата за портрет в полный рост была 4 000 долларов; только лицо — 1 500; погрудное изображение — 2 000; портрет в половину человеческого роста — 3 000.
Его портрет дочери Элисон был выставлен в Чикагском институте искусств в 1910 году, портрет был удостоен золотой медали Поттера Палмера и $ 1 000. Картину приобрела Академия изящных искусств в Буффало (ныне — Художественная галерея Олбрайт-Нокс). В 1940-х годах картина была выставлена на аукцион и продана за значительно меньшую сумму. Сегодня местонахождение картины неизвестно. Кендалл получил многочисленные призы, в том числе медаль в Институте Карнеги в 1900 году, медаль Парижской Всемирной выставки 1900 года, Shaw Prize Общества американских художников в 1901 году, Shaw Fund Purchase Prize в 1903 году. В 1905 году он — академик Национальной академии дизайна.
В 1913 году художник стал главой художественного факультета Йельского университета, переехав вместе с семьёй в Нью-Хейвен. Возможно, именно из-за его обширных преподавательских обязанностей портреты Кендалла с этого времени (среди них — портреты деканов университета) утрачивают высокие художественные достоинства, в них проявляется отсутствие вдохновения.
Всё более и более недовольный растущим влиянием современного искусства в Нью-Йорке, художник перебрался в изолированную, гористую область около Хот-Спрингс с видом на Аллеганские горы в Западной Виргинии. Там он построил большой дом и конюшни для арабских скакунов. Кендалл стал обращаться к античным сюжетам. Художник продолжал активную выставочную деятельность. Его картины экспонировались на выставках в Национальной академии дизайна и в Century Club. Он умер в Хот-Спрингс в 1938 году.
Кендалл, кроме живописи, занимался также на протяжении всей своей карьеры скульптурой. Его живописные и скульптурные работы находятся в настоящее время в коллекции музея Метрополитен, Академии изящных искусств Пенсильвании, Музея изобразительных искусств в Бостоне, Балтиморском художественном музее.

## Особенности творчества и его изучение в настоящее время
На творчество художника оказали значительное влияние Мерсон и Икинс, он высоко ценил полотна Жюля Бастьен-Лепажа. Кендалл не принадлежал к ценителям полотен импрессионистов и не испытывал влияния их творчества.
Объектами живописи художника часто были дети, а на многих его лучших картинах изображены его собственные дочери. Сюжеты картин Кендалла можно разделить на четыре основные группы: мать и дитя, девочка и зеркало, дочери, пейзажи. Наиболее плодотворным было для Кендалла лето 1918, 1919 и 1920 годов, когда он с семьёй отдыхал в Братлборо, Вермонт. Проживал он рядом с небольшим ручьём в поместье; портреты детей, созданные художником там, считаются лучшими в его творчестве.
Картина «Интерлюдия» (1907) — изображение жены художника, Маргарет, и их средней дочери — Беатрис, оно часто воспроизводится на гравюрах и книжных иллюстрациях. Открытая книга на картине позволяет предположить чтение сказки, но исследователи предполагают, что художник вложил и ещё один смысл в это изображение. Маргарет Кендалл отворачивает лицо от мужа, рисующего её, чтобы сосредоточиться на любви к дочери, которая смотрит на зрителя широко раскрытыми глазами. Название предлагает некий момент, прежде чем что-то случится, и вполне возможно, что этот образ предвещал для художника распад семьи Кендаллов. Когда картина была написана, художник уже влюбился в другую девушку, с которой позже вступит в брак.
Особая популярность выпала картине «Психея», на которой изображена старшая дочь Кендалла, Элизабет, однако сама Элизабет никогда не упоминала о ней. На картине Психея — девочка с едва заметными маленькими крыльями за спиной. В настоящее время картина находится в экспозиции музея Метрополитен. Психея в древнегреческой мифологии — олицетворение души; представлялась в образе бабочки или девушки с крыльями бабочки (как на картине Кендалла). В мифах её преследователем и возлюбленным одновременно является Эрот (у римлян — Амур). Он получил в жёны Психею, но она нарушила запрет никогда не видеть лица своего супруга. Ночью она зажигает светильник и восхищается красотой своего бога-супруга. Горячая капля масла падает на кожу Амура, он исчезает. Психея преодолевает множество испытаний и вновь обретает любовь Амура. Легенда изложена в «Метаморфозах» римского писателя Апулея.
Энн Энслоу является правнучкой художника, ей принадлежит серия статей о его творчестве, она нашла и опубликовала ряд его неизвестных работ. В 1983 году американский искусствовед Роберт Остин после длительного периода забвения художника опубликовал эссе о его творчестве, оно привлекло к нему внимание и выставка его работ состоялась в Owen Gallery (Нью-Йорк) в июне 1998 года. Галерея выпустила каталог работ Кендалла, приуроченный к выставке. Он включает предисловие, написанное Майклом Оуэном, эссе Роберта Остина о творчестве художника, статью «Скульптура Уильяма Сержанта Kендалла» Лауретты Диммик, а также справочные данные. Большой общественный резонанс в США вызвала успешная реставрация картины художника «Портрет супруги художника и его дочерей» (Художественный музей Спрингвилла) в 2013 году.

## Личная жизнь
Одной из студенток художника в период преподавательской работы в Copper Union была Маргарет Уэстон Стикни (англ. Margaret Weston Stickney), на которой он женился в начале 1896 года, спустя год после их знакомства. Первый ребёнок — дочь Элизабет, родилась на острове Герриш у побережья штата Мэн, где семья проводила лето. Беатрис родилась в 1902 году, а Элисон — в 1907 году, так что в течение примерно 25 лет у художника был объект для зарисовок ребёнка.
В 1904 году художник познакомился с тринадцатилетней племянницей своего друга Альберта Гертера — Кристиной, которой начал давать частные уроки. Они разделяли любовь к живописи и музыке (оба играли на скрипке), ученичество переросло в тесную дружбу, а затем и в любовь. Когда Кендалл переехал в Ньюпорт, то она арендовала студию неподалеку. Они поддерживали между собой постоянную переписку, когда Кристина уехала в Париж, чтобы продолжить учёбу. Когда она вернулась, вскоре после того, как началась I мировая война, то поступила в Йельский университет в качестве студентки факультета изобразительного искусства, но продолжала работать в студии Кендалла, иногда позировала для него. В 1916 году Кендалл написал её портрет в саду за его домом. В конце концов Кендалл развёлся с женой и в 53 года женился на 32-летней Кристине. Кристина Кендалл пережила супруга, занималась организацией концертов классической музыки, организовала скаутский лагерь, своё состояние завещала Garth Newel Music Center. Она скончалась в 1981 году, детей у неё не было.

## Галерея
- Уильям Кендалл. Желания, 1892
- Уильям Кендалл. Портрет, около 1905
- Уильям Кендалл. Портрет супруги художника и его дочерей
- Уильям Кендалл. Интерлюдия, 1907
- Уильям Кендалл. Crosslights, 1913